# Pedrosa de la Vega
Pedrosa de la Vega település Spanyolországban, Palencia tartományban. Pedrosa de la Vega Saldaña, Quintanilla de Onsoña, Renedo de la Vega, Bustillo de la Vega, Villarrabé, Santervás de la Vega és Villaluenga de la Vega községekkel határos. Lakosainak száma 280 fő (2024).

## Népesség
A település népessége az elmúlt években az alábbi módon változott:
| Lakosok száma | 383  | 366  | 347  | 355  | 340  | 350  | 341  | 300  | 298  | 280  |
|               | 2001 | 2004 | 2007 | 2009 | 2012 | 2014 | 2017 | 2019 | 2022 | 2024 |